# Maria Antonia Scalera Stellini

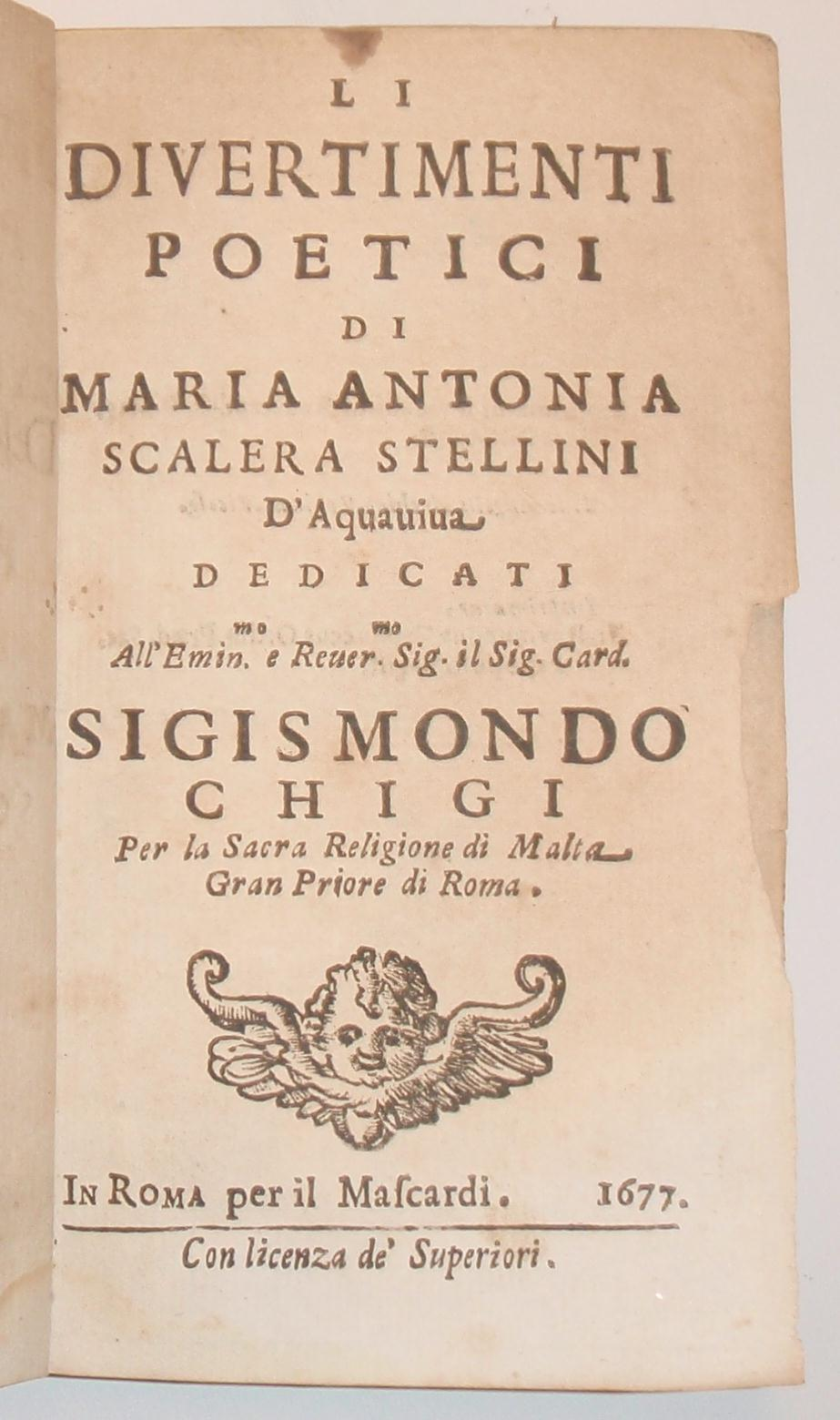
La prima edizione di Li divertimenti poetici di Maria Antonia Scalera Stellini, stampata a Roma nel 1677

(Li divertimenti poetici, Proemio)
Maria Antonia Scalera Stellini (Acquaviva delle Fonti, 5 febbraio 1634 – Ariccia, 21 settembre 1704) è stata una poetessa e drammaturga italiana.

## Biografia
Nata da Francesco Scalera e Primiana Molignani, discendente da un'importante famiglia nobiliare acquavivese, trascorse l'adolescenza in convento. Uscitane per sposarsi per volontà della famiglia, rimase presto vedova di Vito Antonio Masiello da cui ebbe due figli: Giulia e Blasio Antonio. Si risposò con il toscano Silvestro Stellini, dipendente del principe Agostino Chigi, nipote di papa Alessandro VII, vivendo nel palazzo di questi, ad Ariccia, e a Roma, dove la Scalera, per le sue virtù poetiche, fu accolta nell'Accademia dell'Arcadia il 20 giugno 1694, con il nome di pastorella Aricia Gnateatide.
Qui pubblicò nel 1677 una raccolta di poesie in due tomi intitolata Li divertimenti poetici, che sarebbe stata ristampata nel 1706, così come l'opera scenica La Tirannide abbattuta dal trionfo della fede. Fra le altre pubblicò anche la Serenata spirituale, La ninfa del Tebro e il dramma musicale Il trionfo di sant'Agata vergine e martire. Scrisse, inoltre, la tragicommedia Il Coraspe redivivo, rappresentato ad Ariccia nel 1683.